# Quercus alvordiana
Quercus alvordiana là một loài thực vật có hoa trong họ Cử. Loài này được Eastw. miêu tả khoa học đầu tiên năm 1905.